# Tour Les Poissons
A Tour Les Poissons felhőkarcoló a párizsi La Défense negyedben, Courbevoieban. Az épületet 1970-ben építették meg, magassága 129,50 m. Az épület tetején fényes, hengeres 22 m-es barométer volt található, amelyet „Gégène”-nek hívtak, és amely a légköri nyomástól függően változtatta a színét (piros, zöld vagy kék). Ezt a barométert 2006-ban szétszerelték.
1975-ben a Tour Les Poissons-t használták Henri Verneuil Peur sur la ville című filmjének forgatási helyszínéül.